# Торн-Бей (Аляска)
Торн-Бей (англ. Thorne Bay) — місто (англ. city) в США, в окрузі Принс-оф-Вейлс-Гайдер штату Аляска. Населення — 476 осіб (2020).

## Географія
Торн-Бей розташований за координатами 55°40′2″ пн. ш. 132°32′8″ зх. д. / 55.66722° пн. ш. 132.53556° зх. д. (55.667155, -132.535605).  За даними Бюро перепису населення США в 2010 році місто мало площу 76,61 км², з яких 68,84 км² — суходіл та 7,77 км² — водойми.

## Демографія
Згідно з переписом 2010 року, у місті мешкала 471 особа в 214 домогосподарствах у складі 126 родин. Густота населення становила 6 осіб/км².  Було 354 помешкання (5/км²).
Расовий склад населення:
| - 91,9 % — білих - 2,1 % — корінних американців - 0,6 % — азіатів - 0,4 % — вихідців з тихоокеанських островів - 0,2 % — чорних або афроамериканців |

До двох чи більше рас належало 4,2 %. Частка іспаномовних становила 1,7 % від усіх жителів.
За віковим діапазоном населення розподілялося таким чином: 22,3 % — особи молодші 18 років, 69,0 % — особи у віці 18—64 років, 8,7 % — особи у віці 65 років та старші. Медіана віку мешканця становила 44,4 року. На 100 осіб жіночої статі у місті припадало 139,1 чоловіків;  на 100 жінок у віці від 18 років та старших — 133,1 чоловіків також старших 18 років.
Середній дохід на одне домашнє господарство  становив 63 651 долар США (медіана — 53 393), а середній дохід на одну сім'ю — 65 862 долари (медіана — 52 045). За межею бідності перебувало 13,4 % осіб, у тому числі 23,3 % дітей у віці до 18 років та 19,5 % осіб у віці 65 років та старших.
Цивільне працевлаштоване населення становило 247 осіб. Основні галузі зайнятості: сільське господарство, лісництво, риболовля — 29,6 %, освіта, охорона здоров'я та соціальна допомога — 26,7 %, роздрібна торгівля — 9,3 %, мистецтво, розваги та відпочинок — 9,3 %.